# Monlaur-Bernet
Pour les articles homonymes, voir Monlaur et Bernet.
Monlaur-Bernet (Montlaur e Vernet en gascon) est une commune française rurale, située dans le sud du département du Gers en région Occitanie. Sur le plan historique et culturel, la commune est dans le pays d'Astarac, un territoire du sud gersois très vallonné, au sol argileux, qui longe le plateau de Lannemezan.
Exposée à un climat océanique altéré, elle est drainée par, le ruisseau de l'Arriouat et par divers autres petits cours d'eau. La commune possède un patrimoine naturel remarquable composé d'une zone naturelle d'intérêt écologique, faunistique et floristique.
Monlaur-Bernet est une commune rurale qui compte 162 habitants en 2022, après avoir connu un pic de population de 611 habitants en 1831.  Ses habitants sont appelés les Montlaurais ou  Montlauraises.

## Géographie

### Localisation
La commune est limitrophe du département des Hautes-Pyrénées.
La grande ville la plus proche, Auch, se trouve à 33 km de distance.

### Communes limitrophes
Les communes limitrophes sont  Aujan-Mournède, Chélan, Larroque, Peyret-Saint-André et Ponsan-Soubiran.
|                            | Aujan-Mournède                       |        |
| Ponsan-Soubiran            | Monlaur-Bernet                       | Chélan |
| Larroque (Hautes-Pyrénées) | Peyret-Saint-André (Hautes-Pyrénées) |        |

### Géologie et relief
Le point culminant de la commune est le Mont Cassin avec une altitude de 380 mètres. Situé à 500 mètres à l'ouest du village, il y a été bâti la chapelle Saint-Roch.
La superficie de la commune est de 12 km2 et l'altitude moyenne est de 339 m.
Monlaur-Bernet se situe en zone de sismicité 2 (sismicité faible).

### Hydrographie

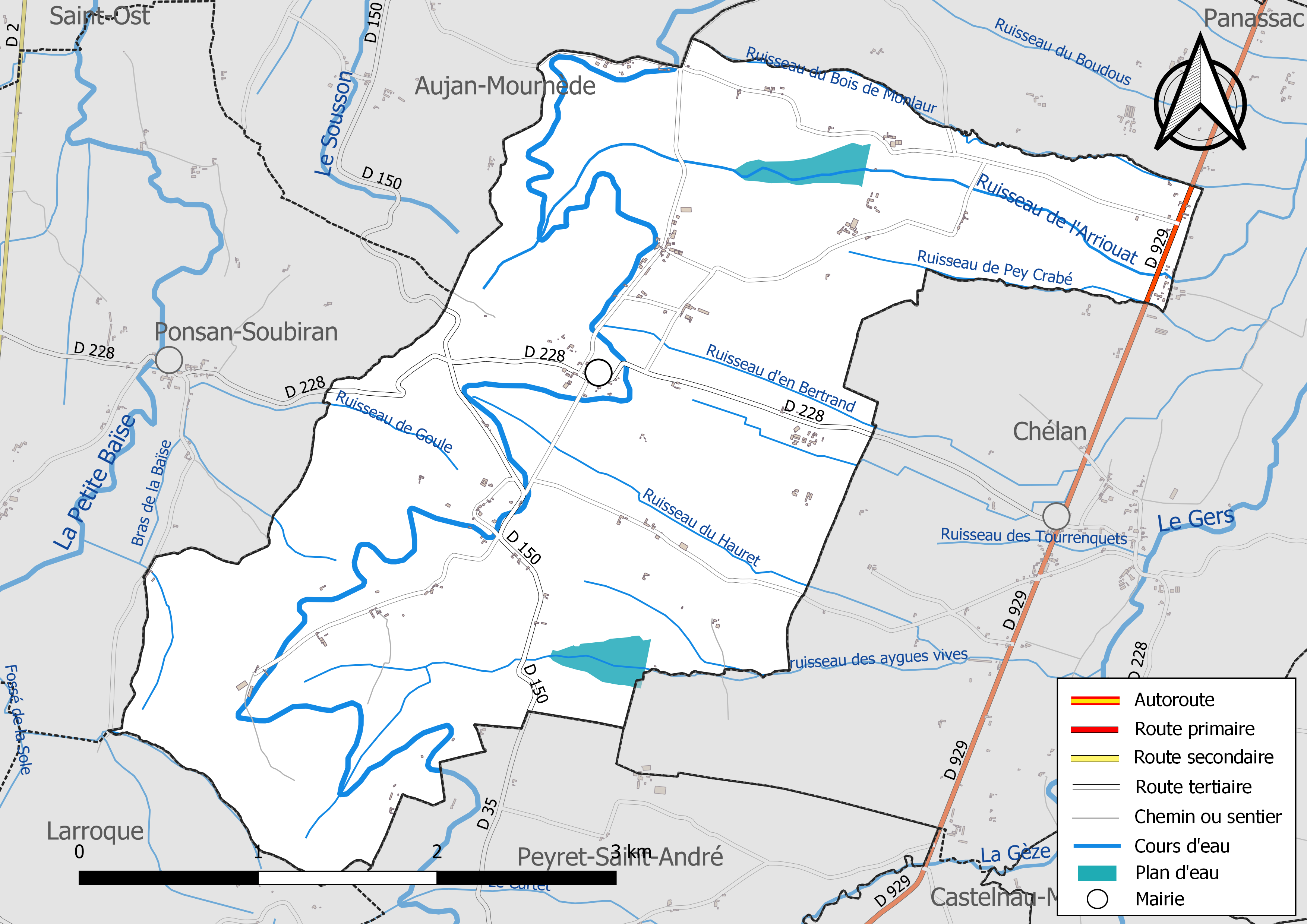
Réseaux hydrographique et routier de Monlaur-Bernet.

La commune est dans le bassin de la Garonne, au sein du bassin hydrographique Adour-Garonne. Elle est drainée par le ruisseau de l'Arriouat, le ruisseau de Goule, le ruisseau d'en Bertrand, le ruisseau de Pey Crabé, le ruisseau des aygues vives, le ruisseau du Bois de Monlaur le ruisseau du Hauret et par divers petits cours d'eau, qui constituent un réseau hydrographique de 30 km de longueur totale,.

### Climat
Pour des articles plus généraux, voir Climat de l'Occitanie et Climat du Gers.
En 2010, le climat de la commune est de type climat océanique altéré, selon une étude s'appuyant sur une série de données couvrant la période 1971-2000. En 2020, Météo-France publie une typologie des climats de la France métropolitaine dans laquelle la commune est toujours exposée à un climat océanique altéré et est dans la région climatique Aquitaine, Gascogne, caractérisée par une pluviométrie abondante au printemps, modérée en automne, un faible ensoleillement au printemps, un été chaud (19,5 °C), des vents faibles, des brouillards fréquents en automne et en hiver et des orages fréquents en été (15 à 20 jours).
Pour la période 1971-2000, la température annuelle moyenne est de 12,6 °C, avec une amplitude thermique annuelle de 14,9 °C. Le cumul annuel moyen de précipitations est de 868 mm, avec 9,6 jours de précipitations en janvier et 6,6 jours en juillet. Pour la période 1991-2020, la température moyenne annuelle observée sur la station météorologique la plus proche, située dans la commune de Sadeillan à 14 km à vol d'oiseau, est de 13,6 °C et le cumul annuel moyen de précipitations est de 900,9 mm,. Pour l'avenir, les paramètres climatiques de la commune estimés pour 2050 selon différents scénarios d’émission de gaz à effet de serre sont consultables sur un site dédié publié par Météo-France en novembre 2022.

### Milieux naturels et biodiversité

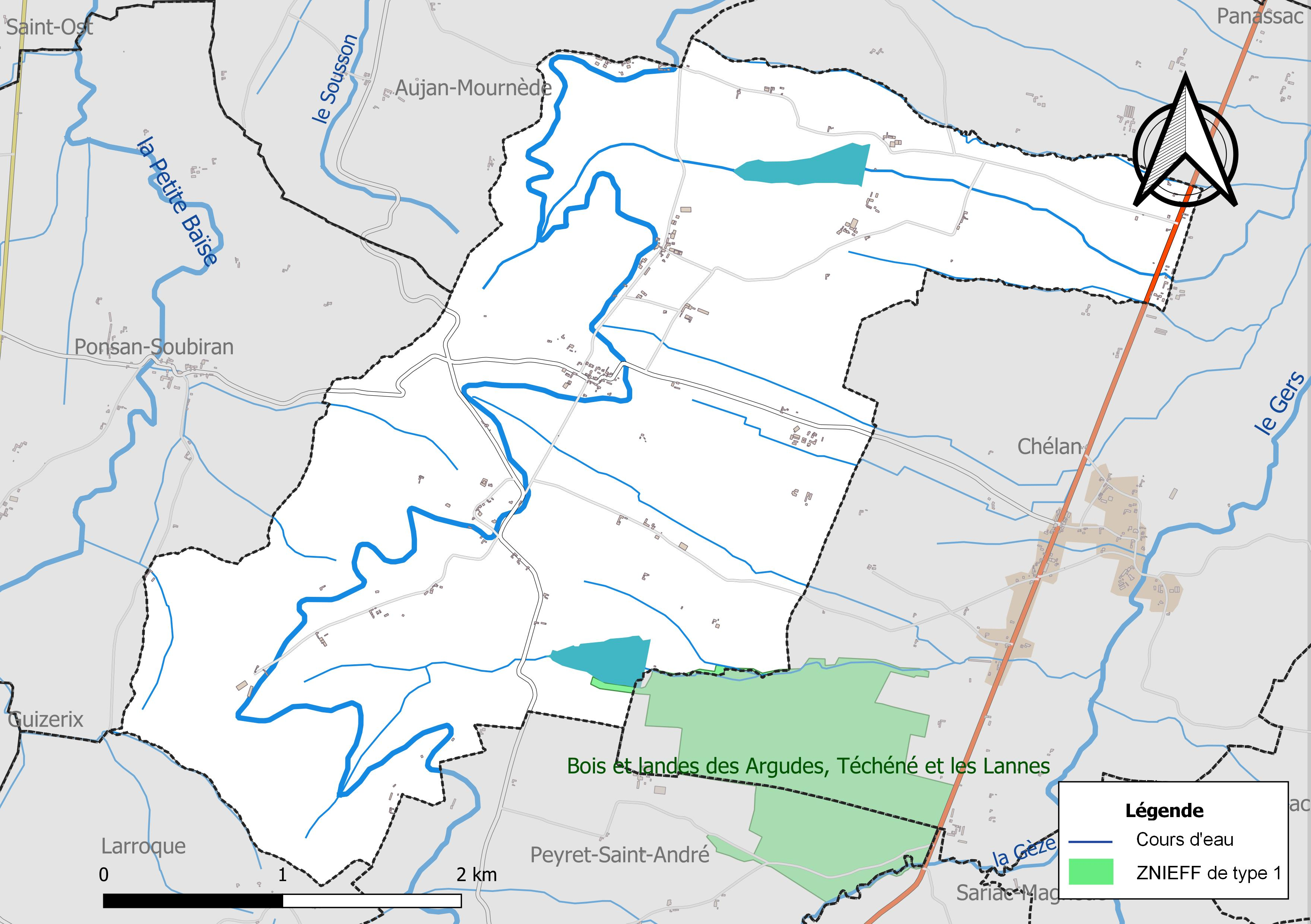
Carte de la ZNIEFF de type 1 localisée dans la commune.

L’inventaire des zones naturelles d'intérêt écologique, faunistique et floristique (ZNIEFF) a pour objectif de réaliser une couverture des zones les plus intéressantes sur le plan écologique, essentiellement dans la perspective d’améliorer la connaissance du patrimoine naturel national et de fournir aux différents décideurs un outil d’aide à la prise en compte de l’environnement dans l’aménagement du territoire.
Une ZNIEFF de type 1 est recensée dans la commune :
les « bois et landes des Argudes, Téchéné et les Lannes » (147 ha), couvrant 4 communes dont deux dans le Gers et deux dans les Hautes-Pyrénées.

## Urbanisme

### Typologie
Au 1er janvier 2024, Monlaur-Bernet est catégorisée commune rurale à habitat très dispersé, selon la nouvelle grille communale de densité à sept niveaux définie par l'Insee en 2022.
Elle est située hors unité urbaine et hors attraction des villes,.

### Occupation des sols
L'occupation des sols de la commune, telle qu'elle ressort de la base de données européenne d’occupation biophysique des sols Corine Land Cover (CLC), est marquée par l'importance des territoires agricoles (84,3 % en 2018), une proportion identique à celle de 1990 (84,3 %). La répartition détaillée en 2018 est la suivante : 
terres arables (45,9 %), zones agricoles hétérogènes (35,1 %), forêts (15,7 %), prairies (3,3 %). L'évolution de l’occupation des sols de la commune et de ses infrastructures peut être observée sur les différentes représentations cartographiques du territoire : la carte de Cassini (XVIIIe siècle), la carte d'état-major (1820-1866) et les cartes ou photos aériennes de l'IGN pour la période actuelle (1950 à aujourd'hui).

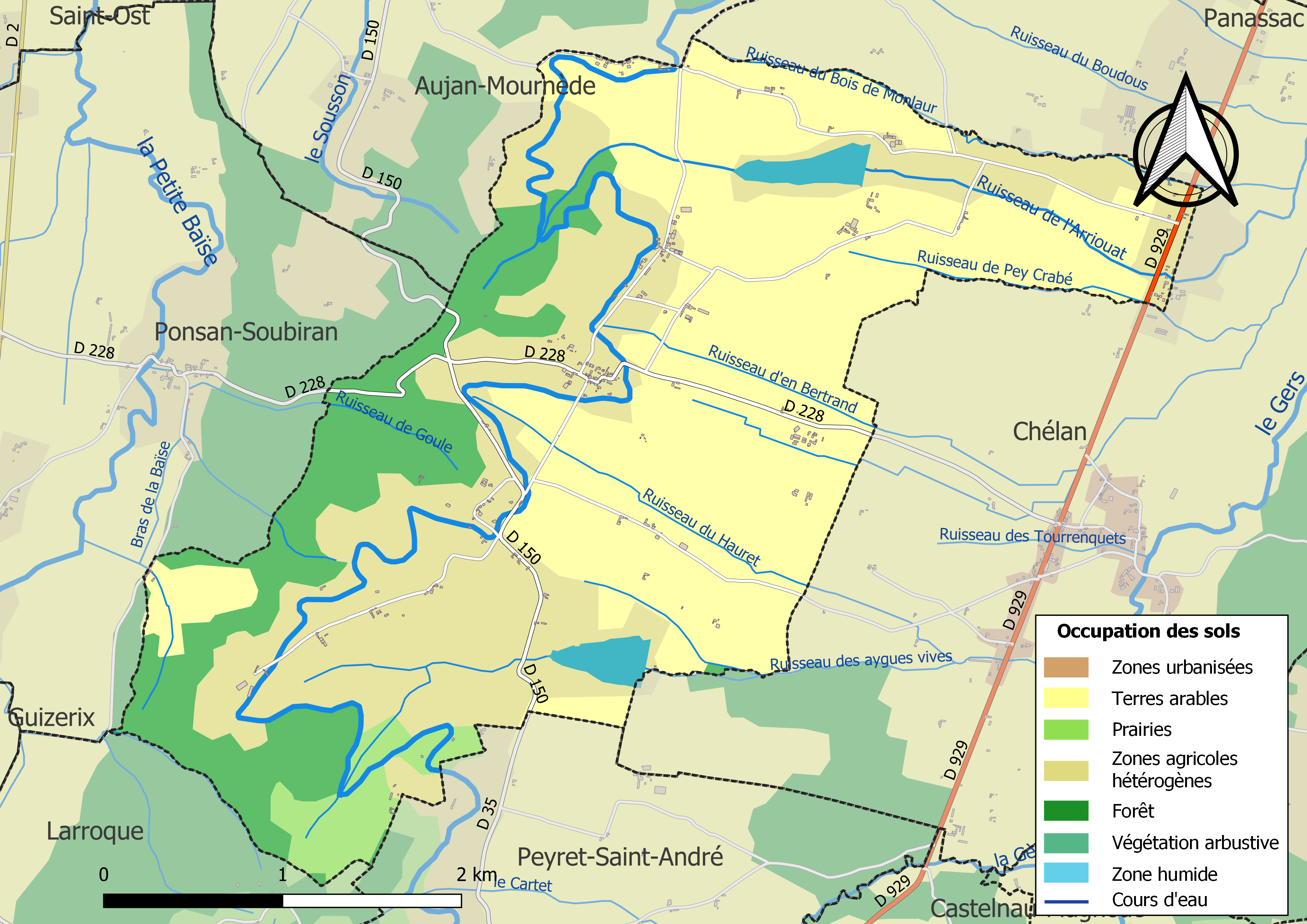
Carte des infrastructures et de l'occupation des sols de la commune en 2018 (CLC).

### Risques majeurs
Le territoire de la commune de Monlaur-Bernet est vulnérable à différents aléas naturels : météorologiques (tempête, orage, neige, grand froid, canicule ou sécheresse) et séisme (sismicité faible). Un site publié par le BRGM permet d'évaluer simplement et rapidement les risques d'un bien localisé soit par son adresse soit par le numéro de sa parcelle.

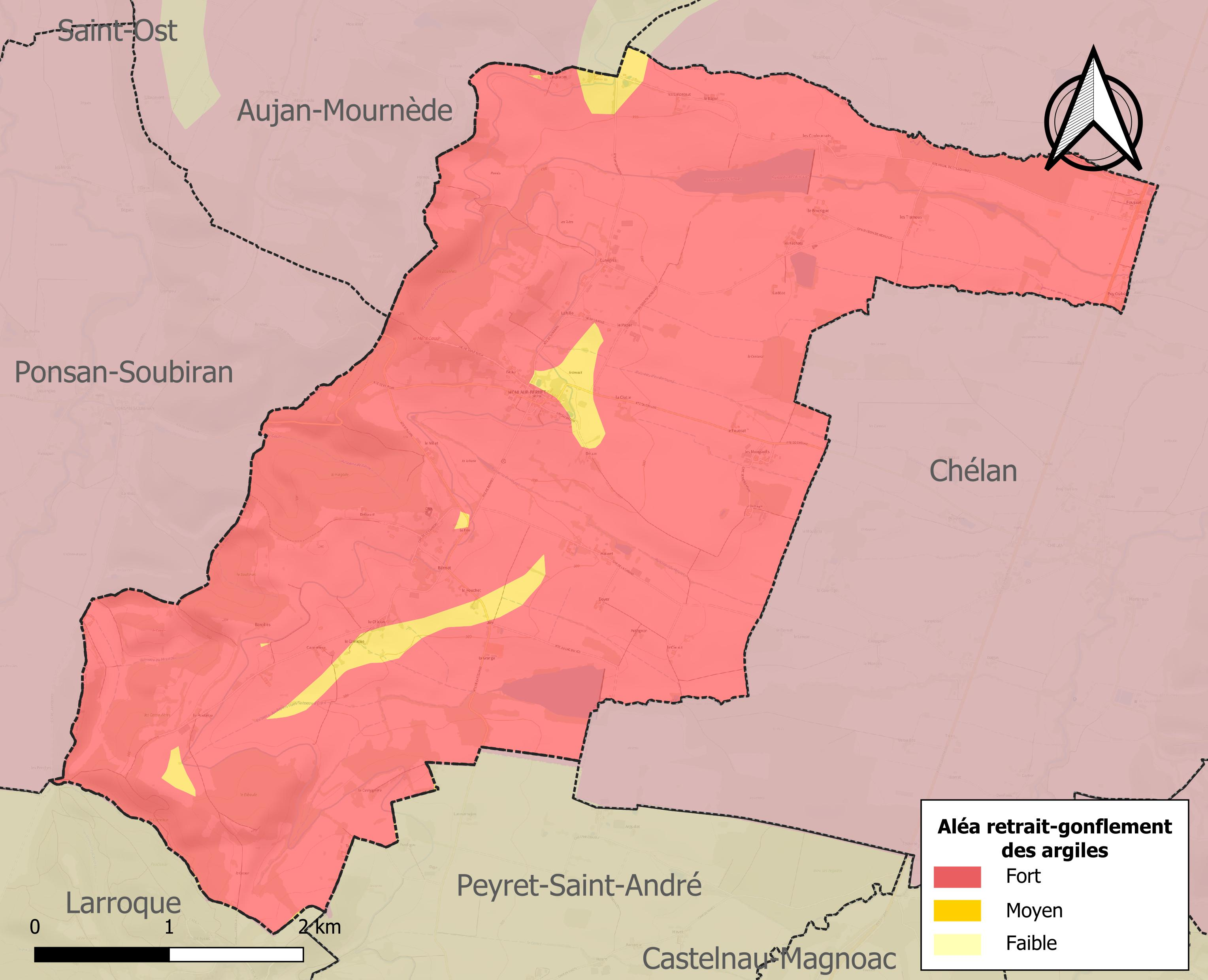
Carte des zones d'aléa retrait-gonflement des sols argileux de Monlaur-Bernet.

Le retrait-gonflement des sols argileux est susceptible d'engendrer des dommages importants aux bâtiments en cas d’alternance de périodes de sécheresse et de pluie. La totalité de la commune est en aléa moyen ou fort (94,5 % au niveau départemental et 48,5 % au niveau national). Sur les 92 bâtiments dénombrés dans la commune en 2019, 92 sont en aléa moyen ou fort, soit 100 %, à comparer aux 93 % au niveau départemental et 54 % au niveau national. Une cartographie de l'exposition du territoire national au retrait gonflement des sols argileux est disponible sur le site du BRGM,.
Par ailleurs, afin de mieux appréhender le risque d’affaissement de terrain, l'inventaire national des cavités souterraines permet de localiser celles situées dans la commune.
La commune a été reconnue en état de catastrophe naturelle au titre des dommages causés par les inondations et coulées de boue survenues en 1988, 1999 et 2009. Concernant les mouvements de terrains, la commune a été reconnue en état de catastrophe naturelle au titre des dommages causés par la sécheresse en 1989 et 1993 et par des mouvements de terrain en 1999.

## Histoire
Des traces du Paléolithique (outils de pierre) ont été retrouvées près du château de Bernet. En outre, des objets de l'époque gallo-romaine tels que des débris de poteries, mortier et meules à grains du Ier siècle montrent des traces de vie à cette époque.
D'autres objets attestent également d'une présence au Moyen Âge comme des poteries et des armes.
Du Xe au XIIIe siècle, les seigneurs de Bernet étaient les Panassac. Bertrand de Panassac fit don de l'église à l’abbaye de Simorre en janvier 1074. Au XIIIe leur ont succédé les seigneurs de Castelbajac qui restèrent jusqu’en 1755, année au cours de laquelle le château a été racheté par le capitaine Joseph d’Abadie de Castelnau-Magnoac, dont les descendants sont toujours les actuels propriétaires du château.
S'agissant de Monlaur, le livre Terrier de 1671 et le livre des mutations de 1749 mentionnent l'existence d’un château à l'endroit de l'ancien presbytère.
Les communes de Monlaur (nom qui vient du nom gallo-romain Laurus qui signifie laurier ou bien du nom Mont-Lauré qui signifie Mont labouré) et Bernet (qui trouve son origine dans le nom celtique verna qui signifie aulne) ont été rassemblées en 1822 par un édit royal.

## Démographie
| 1793 | 1800 | 1806 | 1821 | 1831 | 1841 | 1846 | 1851 | 1856 |
| ---- | ---- | ---- | ---- | ---- | ---- | ---- | ---- | ---- |
| 398  | 287  | 372  | 406  | 611  | 592  | 596  | 568  | 562  |

| 1861 | 1866 | 1872 | 1876 | 1881 | 1886 | 1891 | 1896 | 1901 |
| ---- | ---- | ---- | ---- | ---- | ---- | ---- | ---- | ---- |
| 564  | 528  | 539  | 473  | 472  | 442  | 416  | 417  | 408  |

| 1906 | 1911 | 1921 | 1926 | 1931 | 1936 | 1946 | 1954 | 1962 |
| ---- | ---- | ---- | ---- | ---- | ---- | ---- | ---- | ---- |
| 414  | 414  | 345  | 314  | 309  | 324  | 306  | 289  | 296  |

| 1968 | 1975 | 1982 | 1990 | 1999 | 2004 | 2006 | 2009 | 2014 |
| ---- | ---- | ---- | ---- | ---- | ---- | ---- | ---- | ---- |
| 263  | 246  | 205  | 189  | 161  | 160  | 158  | 175  | 161  |

| 2019 | 2022 | - | - | - | - | - | - | - |
| ---- | ---- | - | - | - | - | - | - | - |
| 167  | 162  | - | - | - | - | - | - | - |

## Économie

### Revenus
En 2018  (données Insee publiées en septembre 2021), la commune compte 69 ménages fiscaux, regroupant 161 personnes. La médiane du revenu disponible par unité de consommation est de 19 780 € (20 820 € dans le département).

### Emploi
|                | 2008  | 2013  | 2018  |
| -------------- | ----- | ----- | ----- |
| Commune        | 3,2 % | 4,8 % | 3,4 % |
| Département    | 6,1 % | 7,5 % | 8,2 % |
| France entière | 8,3 % | 10 %  | 10 %  |

En 2018, la population âgée de 15 à 64 ans s'élève à 86 personnes, parmi lesquelles on compte 76,1 % d'actifs (72,7 % ayant un emploi et 3,4 % de chômeurs) et 23,9 % d'inactifs,. Depuis 2008, le taux de chômage communal (au sens du recensement) des 15-64 ans est inférieur à celui de la France et du département.
La commune est hors attraction des villes,. Elle compte 20 emplois en 2018, contre 32 en 2013 et 36 en 2008. Le nombre d'actifs ayant un emploi résidant dans la commune est de 65, soit un indicateur de concentration d'emploi de 30,4 % et un taux d'activité parmi les 15 ans ou plus de 47,3 %.
Sur ces 65 actifs de 15 ans ou plus ayant un emploi, 15 travaillent dans la commune, soit 23 % des habitants. Pour se rendre au travail, 92,4 % des habitants utilisent un véhicule personnel ou de fonction à quatre roues, 6 % s'y rendent en deux-roues, à vélo ou à pied et 1,5 % n'ont pas besoin de transport (travail au domicile).

### Activités hors agriculture
Dix-neuf établissements sont implantés  à Monlaur-Bernet au 31 décembre 2019.
Le secteur de l'industrie manufacturière, des industries extractives et autres est prépondérant dans la commune puisqu'il représente 47,4 % du nombre total d'établissements de la commune (9 sur les 19 entreprises implantées  à Monlaur-Bernet), contre 12,3 % au niveau départemental.

### Agriculture
La commune est dans l'Astarac, une petite région agricole englobant tout le Sud du départementdu Gers, un quart de sa superficie, et correspond au pied de lʼéventail gascon. En 2020, l'orientation technico-économique de l'agriculture dans la commune est la polyculture et/ou le polyélevage.
|               | 1988  | 2000  | 2010  | 2020  |
| ------------- | ----- | ----- | ----- | ----- |
| Exploitations | 34    | 25    | 21    | 13    |
| SAU (ha)      | 1 302 | 1 315 | 1 225 | 1 081 |

Le nombre d'exploitations agricoles en activité et ayant leur siège dans la commune est passé de 34 lors du recensement agricole de 1988  à 25 en 2000 puis à 21 en 2010 et enfin à 13 en 2020, soit une baisse de 62 % en 32 ans. Le même mouvement est observé à l'échelle du département qui a perdu pendant cette période 51 % de ses exploitations,. La surface agricole utilisée dans la commune a également diminué, passant de 1 302 ha en 1988 à 1 081 ha en 2020. Parallèlement la surface agricole utilisée moyenne par exploitation a augmenté, passant de 38 à 83 ha.

## Culture locale et patrimoine

### Lieux et monuments

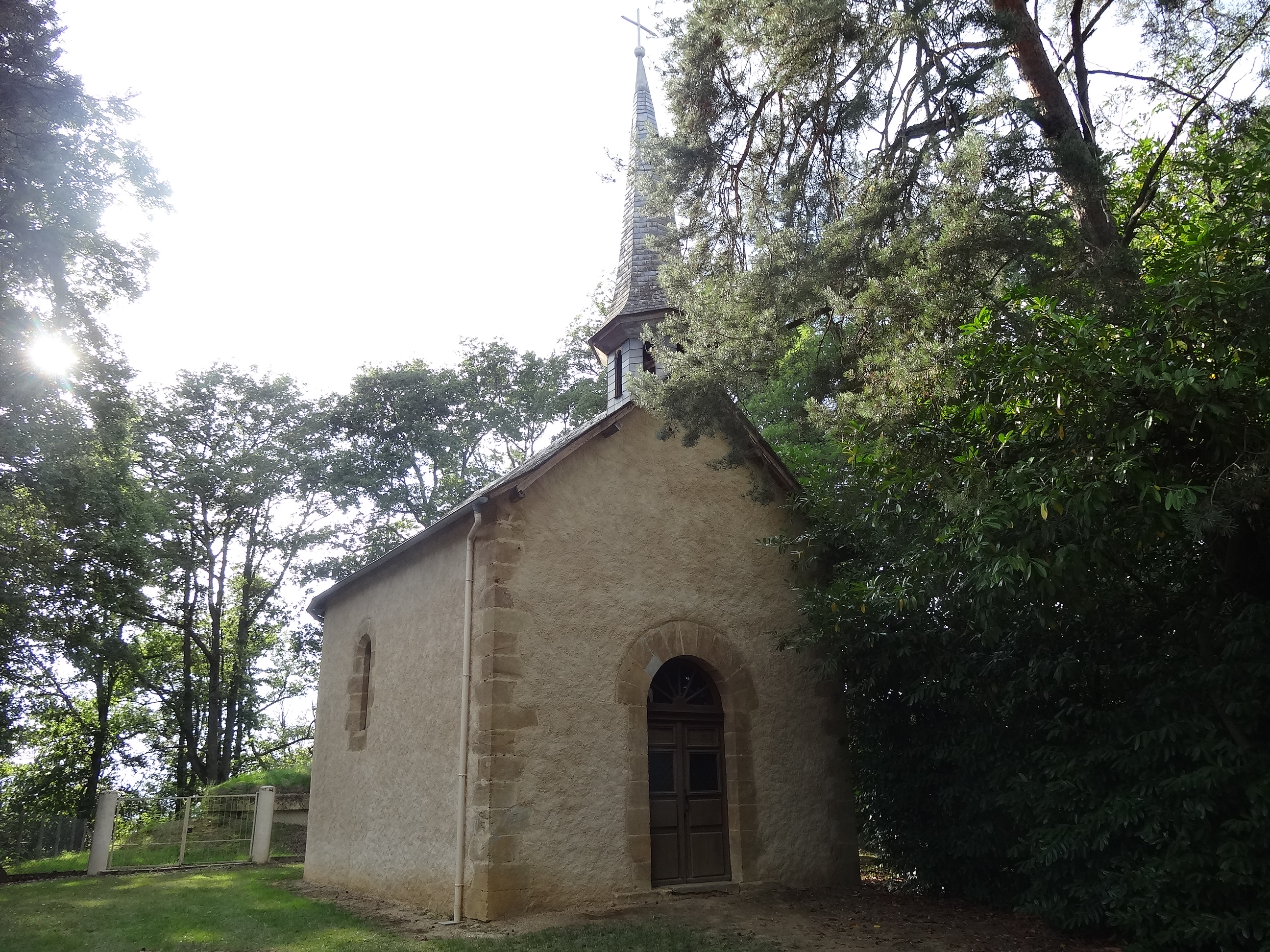
La chapelle Saint-Roch.

- L'église Notre-Dame-de-l'Assomption est un édifice néo-gothique du XVIIIe siècle qui comprend une chapelle de la Vierge et une chapelle de Saint-Joseph.
- La chapelle romane Saint-Roch sur le Mont Cassin. Elle se situe sur un chemin de randonnée. Elle a été détruite à l'époque de la Révolution puis par un incendie, elle a été restaurée grâce à un donateur. Autrefois, Saint Roch était célébré tous les mois, en pèlerinage. Des offices ont lieu régulièrement dans cette chapelle.
- Le cadran solaire, propriété privée.
- Le Pigeonnier, propriété privée[30].
- Le château de Bernet a été en partie reconstruit après 1843 « avec tout un luxe de mâchicoulis, créneaux, échauguettes et clocheton »[31], dans un style néo-gothique tardif : « Les deux façades les plus en évidence, l’une au sud-est, l'autre au sud-ouest, constituent un véritable festival […] de styles – où le castillan, le mauresque et le haut-normand le disputent vainement à l’écossais d’opéra […]. Les flammes discrètes [du] gothique ultime [de la chapelle attenante] se mélangent sans scrupule importun au flamboiement néo-tout-ce-que-l’on-veut – mais d’esprit baroque éternel, essentiellement, sur le mode troubadour highlandais –, de ce Balmoral ou Cecilienhof gascon. »[32] Propriété privée, ne se visite pas.
- Site castral de Monlaur. Le cadastre de Monlaur de 1748[33] fait état d'un château, palissade et fossés à l'emplacement de l'ancien presbytère. Aucun vestige de l'ancien château n'est aujourd'hui visible en élévation.
- L'église Sainte-Foy, près du château, date du XVe siècle à l'initiative de Pierre-Arnaud de Castelbajac, évêque de Pamiers de 1483 à 1494. Un blason placé au-dessus du portail serait celui de Pierre-Arnaud de Castelbajac ou de François-Philibert de Savoie. L’église est décorée de semis d’étoiles, fleurs stylisées, blasons ainsi que de peintures murales du XIXe siècle. L'église comprend également une chapelle de la Vierge et deux fenêtres gothiques, l'une de style rayonnant et l'autre de style flamboyant.
- Le canal de Monlaur, construit au XIXe siècle par l’ingénieur Montet pour ravitailler les troupes napoléoniennes en eau, mesure 29 km. Le canal a été prolongé jusqu’à Ornézan dans les années 1950 et sert à présent pour l'irrigation. C'est la compagnie d'aménagement des coteaux de Gascogne qui a la charge de la gestion des canaux[34].

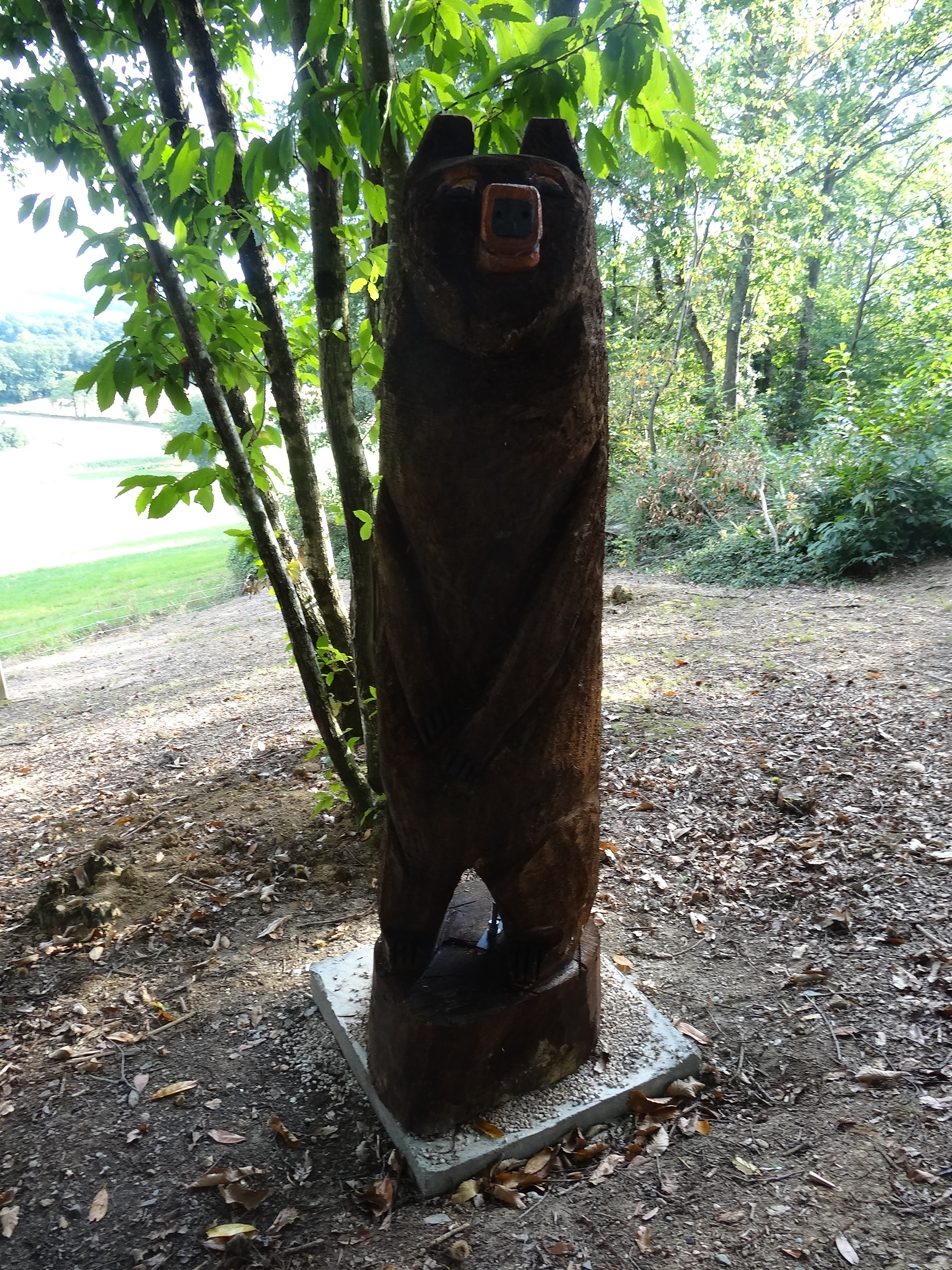
Ours à la chapelle Saint-Roch.
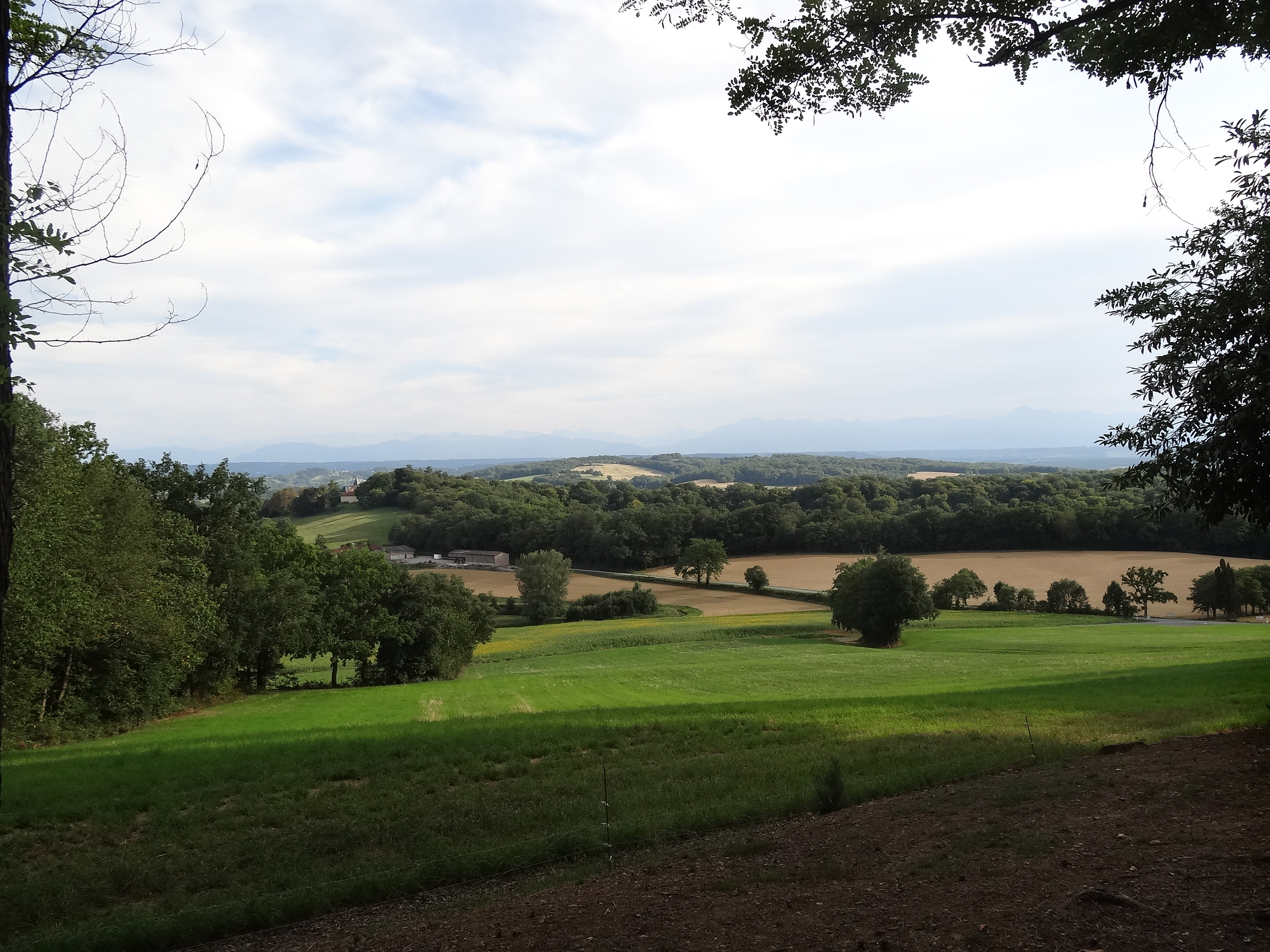
Vue depuis le Mont Cassin avec le château de Bernet.

## Les produits régionaux
Les produits de la région sont le canard à foie gras du Sud-Ouest, les volailles de Gascogne et du Gers, le jambon de Bayonne, les haricots tarbais. Les vins de la région sont le comté-tolosan, les côtes-de-gascogne et le Gers.

### Héraldique
| Blason de Monlaur-Bernet | Blason  | Coupé voûté : au 1er de gueules à deux vergnes [aulnes] arrachés d'or, au 2d d'argent à une couronne de laurier de sinople. |
| Blason de Monlaur-Bernet | Détails | Le statut officiel du blason reste à déterminer.                                                                            |